# BigStyle

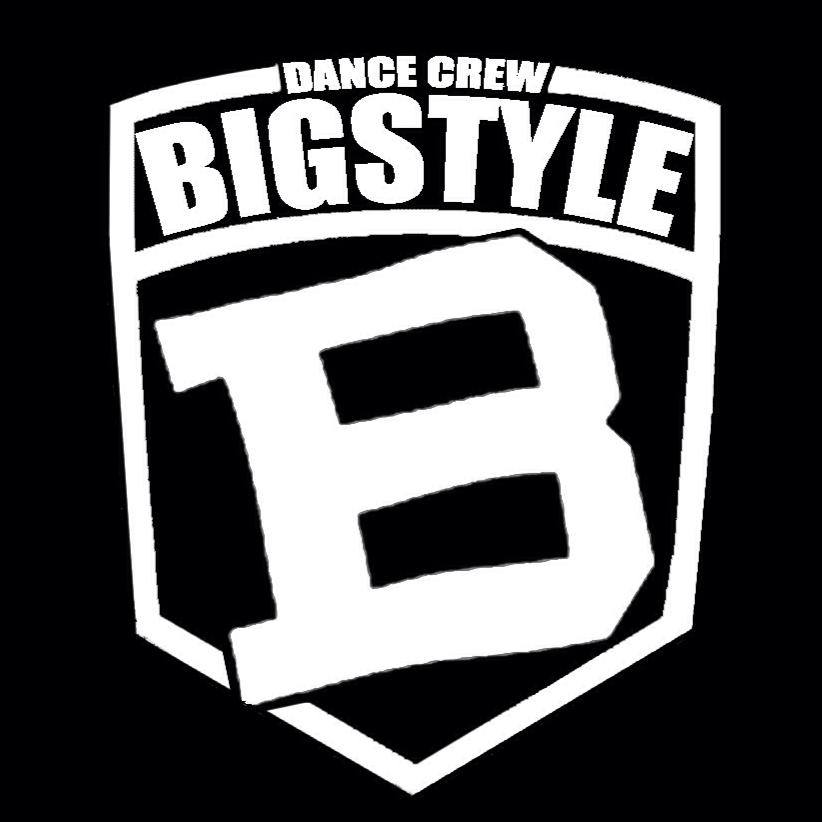

BigStyle ist eine Tanzgruppe bestehend aus 21 bis 24 Tänzern, die in die Kategorie Hip-Hop, Lyrical Hip-Hop und Videoclip Dancing eingeordnet wird. Gegründet wurde BigStyle 2007 unter dem damaligen Trainer Christian Köster. Die Mitglieder kommen aus mehreren Städten aus Deutschland und den Niederlanden, während das Training in Opladen (Leverkusen) stattfindet. Berühmt wurde die Gruppe durch das Fernsehformat Got to Dance und die Contestreihe Dance4fans. Die Gruppe gehört zur ADTV Tanzschule Körber.

## Geschichte
2007 wurde die Gruppe gegründet durch den damaligen Trainer Christian Köster, ein Jahr später kam der Tänzer und Choreograph Dejan Lekic als Trainer dazu. 2011 übernahm dieser das Team und führte es zum Erfolg.
BigStyle ist insbesondere durch die vom ADTV (Allgemeiner deutscher Tanzlehrerverband) veranstaltete Contestreihe Dance4Fans bekannt geworden. BigStyle erreichte in diesem Format zahlreiche Titel, war aber auch auf anderen bekannten Meisterschaften vertreten, zum Beispiel World of Dance oder den Duisburger Tanztagen.

## Mitglieder
- Coach: Dejan Lekic
- Dancer:
  - Alina Körber
  - Alina Wellershoff
  - Brit Sachs
  - Dinah Jane Ruess
  - Falk Eulitz
  - Tim Eulitz
  - Giustina Buonocore
  - Gunda Azak
  - Imke Arndt
  - Julian Martin
  - Jenny Milczek
  - Julia Brückmann
  - Kathrin Artmann
  - Kimberly Kling
  - Laura Plachetka
  - Lara Körber
  - Lara Weber
  - Marianna Buonocore
  - „Molo“ Jorge Molina Lopez
  - Alessia Romagnolo
  - Alexandra Meier

## Erfolge seit 2010
- Pre-Contest 2017 Eppelborn[2]
  - 1. Platz Freestyle Team
  - 1. Platz Freestyle Duo

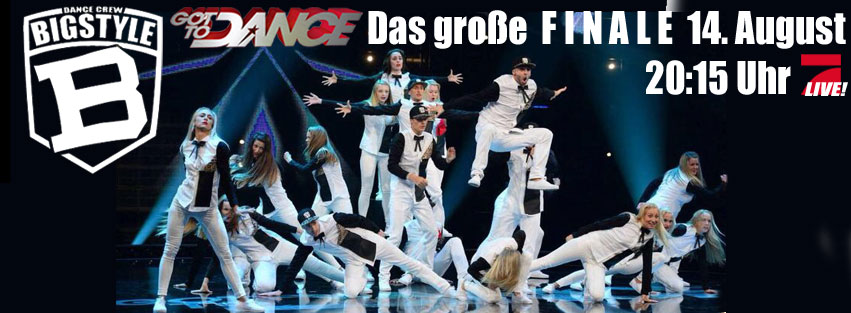

- Gewinner der Duisburger Tanztage 2016 in der Kategorie High Level Adults[3]

- TV Show “Got To Dance Germany” 2014[4]
  - Finalist

- Europameisterschaft 2013 (Valkenburg)
  - 1. Platz Team Adults Europameisterschaft
  - 1. Platz SG Adults Europameisterschaft
  - 2. Platz Freestyle-DUO „CONTRAST“
  - 2. Platz Freestyle-Team

- World of Dance Europe 2013 (Eindhoven, Niederlande)
  - Teilnahme Freestyle Team

- TV Show “Got To Dance Germany” 2013
  - Halbfinalisten Duo “CONTRAST”

- Deutsche Meisterschaft 2013 (Wilhelmshaven)
  - 1. Platz Team Adults
  - 1. Platz SG Adults
  - 1. Platz Freestyle-Team
  - 1. Platz Freestyle-DUO „CONTRAST“
  - 3. Platz Freestyle-DUO „Liberty“

- Pre-Contest 2013 (Maastricht, Niederlande)
  - 1. Platz Team Adults
  - 1. Platz SG Adults
  - 1. Platz Freestyle Team
  - 1. Platz Freestyle DUO „CONTRAST“
  - 2. Platz Freestyle DUO „Liberty“

- Europameisterschaft 2012 (Donaueschingen)
  - 1. Platz Freestyle Team
  - 1. Platz Freestyle DUO „CONTRAST“
  - 1. Platz Small Group Adults
  - 3. Platz Team Adults

- European-Tour 2012 (Eppelborn)
  - 1. Platz Freestyle-Team
  - 1. Platz Freestyle-DUO „bAAd“

- Deutsche Meisterschaft 2012 (Saarbrücken)
  - 2. Platz Team Adults
  - 1. Platz SG Adults
  - 3. Platz Freestyle-DUO „CONTRAST“

- Pre-Contest 2012 (Singen/Bodensee)
  - 1. Platz Team Adults
  - 1. Platz SG Adults
  - 1. Platz Freestyle-DUO „CONTRAST“

- Europameisterschaft 2011 (Mill, Niederlande)
  - 1. Platz Team Adults
  - 1. Platz SG Adults

- Deutsche Meisterschaft 2011 (Düsseldorf)
  - 1. Platz Team Adults
  - 1. Platz SG Adults

- Pre-Contest 2011 (Wuppertal)
  - 1. Platz Team Adults
  - 1. Platz SG Adults

- Europameisterschaft 2010 (Wien, Österreich)
  - 1. Platz Team Adults
  - 2. Platz SG Adults
  - 2. Platz Freestyle DUO „Who is Who?“

- Deutsche Meisterschaft 2010 (Bochum)
  - 2. Platz Team Adults
  - 4. Platz Small Group Adults
  - 1. Platz Freestyle DUO „Who is Who?“

- Pre-Contest 2010 (Limburg)
  - 1. Platz Team Adults
  - 1. Platz SG Adults

## Got to Dance 2013
Ein Duo der Gruppe trat bei der ersten Staffel von Got to Dance an. Nachdem sie erfolgreich für die Show angenommen wurden, schafften Dinah Jane Ruess und Daniel Luzao es bis ins Halbfinale. Sie gewannen das Battle, wurden jedoch nicht im Zuschauervoting ins Finale gewählt.

## Got to Dance 2014
2014 erreichte die Gruppe größere Bekanntheit durch ihre Teilnahme an der Castingshow Got to Dance. Dabei trat sie in den Auditions mit einer Choreographie zu dem Titel What now von Rihanna auf und schafften den Sprung in das Halbfinale. Dort gewannen sie ihr Battle gegen die Gruppe Danceroom und tanzten zu Never too much von DJ Antoine. Im Finale tanzten sie wieder zu Rihanna, konnten es aber nicht für sich entscheiden. Gewinner der Got to Dance Staffel 2014 wurde Majid Kessab, ein Freund des Trainers Dejan Lekic.

## Nach Got to Dance
Das Jahr 2015 arbeitete das Team an mehreren Projekten. Insbesondere arbeitete es an Auftritten und reiste nach Mailand, wo es den deutschen Stand auf der Weltausstellung EXPO vertrat.
Im Jahr 2016 gewann BigStyle in der höchsten Kategorie „High Level ADULTS“ das größte Tanzevent Deutschlands, die Duisburger Tanztage.
Zum zehnjährigen Jubiläum im Jahr 2017 kehrte die Tanzgruppe zu ihren Wurzeln zurück, denn Sie entschieden sich erneut bei Dance4Fans anzutreten. Sie starteten in der Kategorie Streetstyle beim Pre-Contest in Eppelborn. Das Team zog ins Finale ein und belegte am Ende den ersten Platz, damit qualifizierten Sie sich für die Deutsche Meisterschaft 2017 in Bad Kissingen. Des Weiteren gewann das Duo „Expression“ in der Kategorie Freestyle Duo und qualifizierte sich ebenfalls.